# Thuận Nghĩa Hòa
Thuận Nghĩa Hòa là một xã thuộc huyện Thạnh Hóa, tỉnh Long An, Việt Nam.

## Địa lý
Xã Thuận Nghĩa Hòa có vị trí địa lý:
- Phía đông giáp xã Thủy Đông và huyện Thủ Thừa
- Phía tây giáp các xã Thủy Tây và Thạnh Phú
- Phía nam giáp thị trấn Thạnh Hóa và xã Thủy Đông
- Phía bắc giáp xã Thuận Bình.

Xã có diện tích 37,20 km², dân số năm 1999 là 6.296 người, mật độ dân số đạt 169 người/km².

## Hành chính
Xã được chia thành 5 ấp: Bà Luôn, Vàm Lớn, Vườn Xoài, Trà Cú, Nhơn Xuyên.

## Lịch sử
Sau năm 1975, Thuận Nghĩa Hòa là một xã thuộc huyện Mộc Hóa.
Ngày 19 tháng 9 năm 1980, huyện Mộc Hóa được chia thành hai huyện Mộc Hóa và Tân Thạnh, xã Thuận Nghĩa Hòa thuộc huyện Tân Thạnh.
Ngày 26 tháng 6 năm 1989, Hội đồng Bộ trưởng ban hành Quyết định 74-HĐBT. Theo đó, điều chỉnh một phần diện tích, dân số của xã Thuận Nghĩa Hòa và một phần diện tích, dân số của xã Bình Thành thuộc huyện Đức Huệ để thành lập xã Thuận Bình; đồng thời chuyển các xã Thuận Nghĩa Hòa và Thuận Bình về huyện Thạnh Hóa mới thành lập.
Sau khi điều chỉnh địa giới hành chính, xã Thuận Nghĩa Hòa còn lại 4.452 ha diện tích tự nhiên và 6.432 người.

## Ảnh

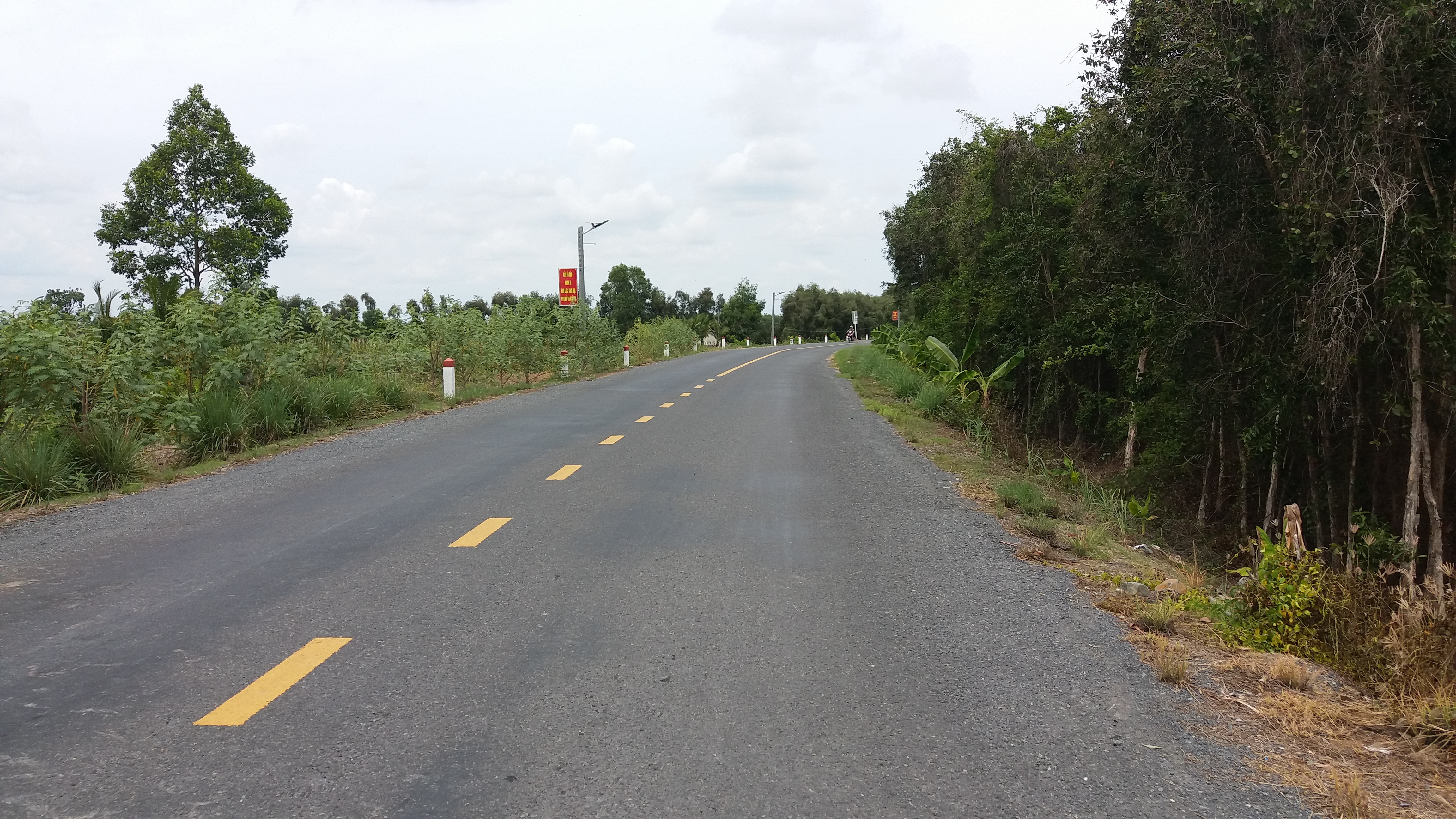
Tỉnh lộ 817 ngang qua xã.
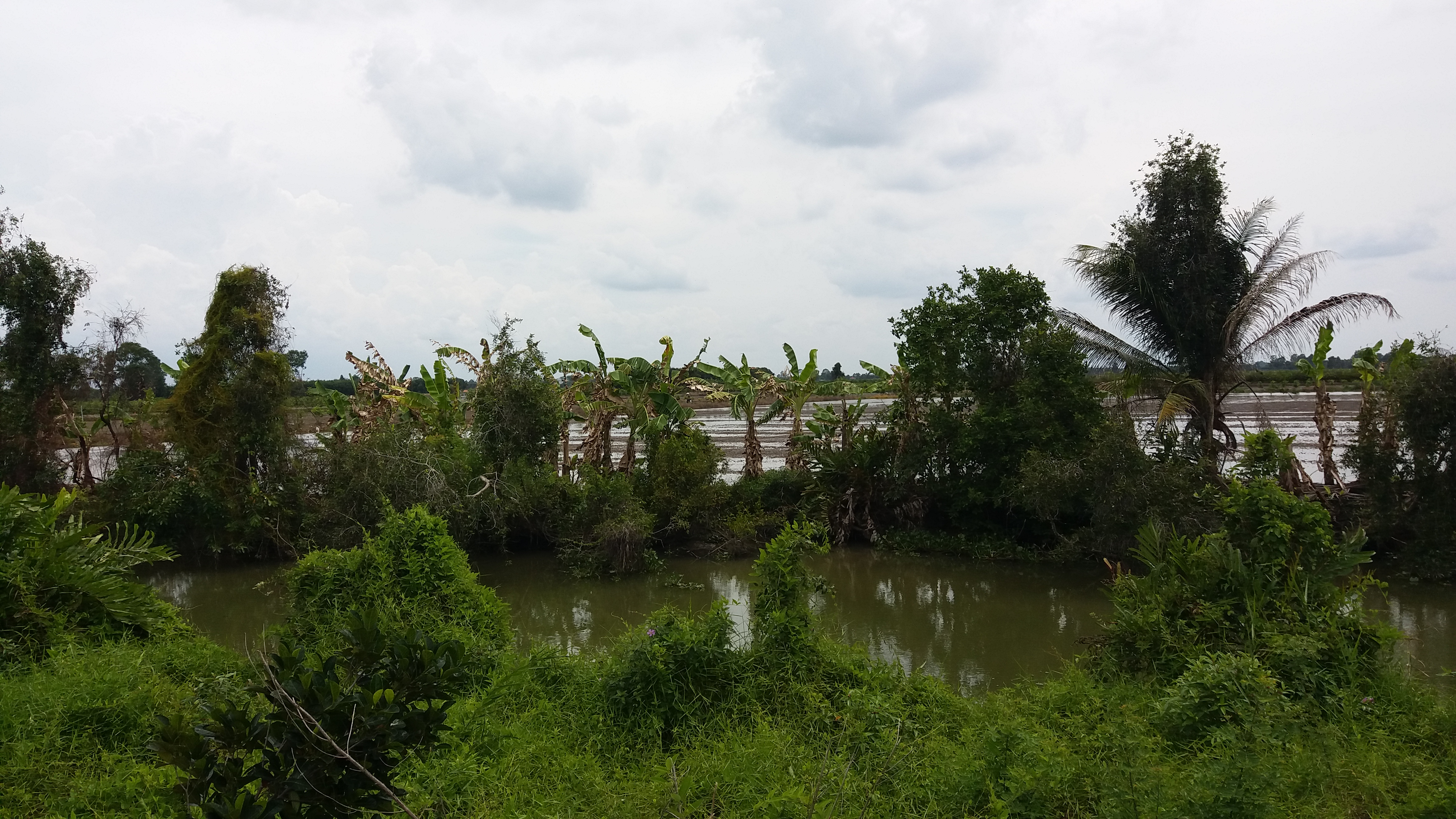
Một cánh đồng và một con kênh.